# Ivy Martinek
Ivy Martinek (1880 – 16 giugno 1949) è stata un'attrice francese che lavorò nel Regno Unito all'epoca del cinema muto.

## Biografia
Non si conoscono dati biografici di Ivy Martinek. Sorella del regista e attore H.O. Martinek, durante la fanciullezza aveva lavorato nel circo. Nel 1909, iniziò a Londra una carriera di attrice cinematografica presso la casa di produzione British & Colonial Kinematograph Company. Uno dei suoi primi film, il cortometraggio The Exploits of Three-Fingered Kate dove lei, priva di due dita a una mano, interpretava un boss della malavita, ebbe un tale successo che la B & C ne fece immediatamente un sequel, la cui regia venne affidata al fratello dell'attrice. 
Le origini di artista circense le diedero modo di utilizzare le sue doti atletiche anche come stuntwoman, coll'interpretare scene pericolose che le provocarono anche alcune lesioni. Come quando dovette restare in groppa a un elefante in fuga, oppure quando, legata a una slitta, venne lanciata in una folle corsa in discesa o presa in un vortice nel fiume.
Dal 1909 al 1917, Ivy Martinek interpretò circa una trentina di film.

## Filmografia
- Her Lover's Honour, regia di H.O. Martinek (1909)
- The Exploits of Three-Fingered Kate, regia di J.B. McDowell (1909)
- Three-Fingered Kate: Her Second Victim, the Art Dealer, regia di H.O. Martinek (1909)
- Drowsy Dick's Dream, regia di H.O. Martinek (1909)
- Three-Fingered Kate: Her Victim the Banker o Three Fingered Kate, regia di H.O. Martinek (1910)
- The Butler's Revenge, regia di H.O. Martinek (1910)
- When Women Join the Force, regia di H.O. Martinek (1910)
- Three-Fingered Kate: The Episode of the Sacred Elephants, regia di H.O. Martinek (1910)
- The Artist's Ruse, regia di H.O. Martinek (1910)
- The Puritan Maid, regia di H.O. Martinek (1911)
- Three-Fingered Kate: The Wedding Presents, regia di Charles Raymond (1912)
- The Undergraduate's Visitor, regia di Charles Raymond (1912)
- Lieutenant Daring Defeats the Middleweight Champion, regia di Charles Raymond (1912)
- Three-Fingered Kate: The Case of the Chemical Fumes, regia di H.O. Martinek (1912)
- The Winsome Widow, regia di Charles Raymond (1912)
- Three-Fingered Kate: The Pseudo-Quartette, regia di H.O. Martinek (1912)
- Robin Hood Outlawed, regia di Charles Raymond (1912)
- Lieutenant Daring Quells a Rebellion, regia di Charles Raymond (1912)
- Her Bachelor Guardian, regia di H.O. Martinek (1912)
- The Mountaineer's Romance, regia di Charles Raymond (1912)
- The First Chronicles of Don Q: The Dark Brothers of the Civil Guard, regia di H.O. Martinek (1912)
- Don Q, How He Outwitted Don Luis, regia di H.O. Martinek (1912)
- Reub's Little Girl, regia di Charles Raymond (1912)
- The Nest on the Black Cliff
- The Octopus Gang
- Jim the Scorpion
- When Paris Sleeps, regia di A.V. Bramble (1917)